# Branimir Hrgota
Branimir Hrgota, né le 12 janvier 1993 à Zenica en Bosnie-Herzégovine, est un footballeur international suédois. Pouvant jouer au poste d'attaquant ou de milieu offensif, il joue actuellement avec le Greuther Fürth.

## Biographie

### Carrière en club
Né à Zenica en Bosnie-Herzégovine, Branimir Hrgota est formé en Suède, notamment au Jönköpings Södra IF, où il commence sa carrière professionnelle.
Le 11 mai 2013, il est l'auteur de son premier "coup du chapeau" en Bundesliga, en marquant trois buts sur la pelouse du FSV Mayence.
En 2015, il atteint les seizièmes de finale de la Ligue Europa avec le Borussia M'Gladbach. Il se met en évidence lors des plays offs en marquant cinq buts en deux matchs. Il s'illustre ensuite de nouveau en inscrivant trois buts lors de la phase de poule : un but contre l'Apollon Limassol et un doublé face au FC Zurich.
Lors de l'été 2019, Branimir Hrgota rejoint Greuther Fürth, qui évolue alors en deuxième division allemande.
Le 31 août 2019, Hrgota inscrit son premier but pour Greuther Fürth, lors d'une rencontre de championnat face à l'Arminia Bielefeld. Titulaire, il ouvre le score après quatre minutes de jeu, mais les deux équipes se neutralisent (2-2 score final).
Juste avant la saison 2020-2021 il est nommé capitaine de Greuther Fürth.
En juin 2021, Hrgota prolonge son contrat avec Greuther Fürth jusqu'en 2024, l'attaquant suédois est pourtant courtisé par plusieurs clubs mais décide de refuser les offres pour continuer avec son club.

### Carrière internationale
Avec l'équipe de Suède des moins de 19 ans, il est l'auteur d'un doublé contre le Portugal en février 2012.
Branimir Hrgota est éligible pour jouer dans les équipes nationales de Suède, de Bosnie-Herzégovine, et de Croatie. Le 26 septembre 2012, après le match entre le Borussia Mönchengladbach et Hambourg SV, Ivo Šušak, le sélectionneur de l'équipe de Croatie espoirs, contacte le joueur pour tenter de le convaincre de rejoindre les Croates, mais Hrgota choisit de représenter les couleurs suédoises.
Avec les espoirs suédois, il inscrit trois buts. Il marque son premier but en amical contre la Tchéquie, lors de son tout premier match avec les espoirs. Il marque ensuite deux buts lors des éliminatoires de l'Euro espoirs 2015, contre la Pologne et Malte. En juin 2015, il participe à la phase finale du championnat d'Europe espoirs organisé en Tchéquie. Il ne joue qu'une seule rencontre lors de ce tournoi, contre le Portugal, en phase de poule. La Suède remporte la compétition en battant ce même Portugal en finale, après une séance de tirs au but.
Il reçoit sa première sélection en équipe de Suède le 4 septembre 2014, en amical contre l'Estonie, où il joue la seconde mi temps (victoire 2-0).
En mars 2022, Hrgota est rappelé avec l'équipe de Suède par le sélectionneur Janne Andersson. Il n'avait plus été convoqué en sélection depuis 2014.

## Statistiques

### Statistiques détaillées
Le tableau ci-dessous récapitule les statistiques en match officiel de Branimir Hrgota :
| Saison                | Club                  | Championnat           | Championnat | Championnat | Coupe(s) nationale(s) | Coupe(s) nationale(s) | Compétition(s) continentale(s) | Compétition(s) continentale(s) | Compétition(s) continentale(s) | Total | Total |
| Saison                | Club                  | Division              | M.          | B.          | M.                    | B.                    | Comp.                          | M.                             | B.                             | M.    | B.    |
| 2011                  | Jönköpings Södra IF   | Superettan            | 25          | 18          | 2                     | 0                     | -                              | -                              | -                              | 27    | 18    |
| 2012                  | Jönköpings Södra IF   | Superettan            | 14          | 10          | -                     | -                     | -                              | -                              | -                              | 14    | 10    |
| Sous-total            | Sous-total            | Sous-total            | 39          | 28          | 2                     | 0                     | -                              | 0                              | 0                              | 41    | 28    |
| 2012-2013             | Borussia M'Gladbach   | Bundesliga            | 13          | 3           | -                     | -                     | C1+C3                          | 1+3                            | 0+0                            | 17    | 3     |
| 2013-2014             | Borussia M'Gladbach   | Bundesliga            | 30          | 2           | 1                     | 0                     | -                              | -                              | -                              | 31    | 2     |
| 2014-2015             | Borussia M'Gladbach   | Bundesliga            | 17          | 2           | 3                     | 2                     | C3                             | 10                             | 8                              | 30    | 12    |
| 2015-2016             | Borussia M'Gladbach   | Bundesliga            | 9           | 0           | 1                     | 2                     | -                              | -                              | -                              | 10    | 2     |
| Sous-total            | Sous-total            | Sous-total            | 69          | 7           | 5                     | 4                     | -                              | 14                             | 8                              | 88    | 19    |
| 2016-2017             | Eintracht Francfort   | Bundesliga            | 28          | 5           | 2                     | 1                     | -                              | -                              | -                              | 30    | 6     |
| 2017-2018             | Eintracht Francfort   | Bundesliga            | 6           | 0           | 2                     | 0                     | -                              | -                              | -                              | 8     | 0     |
| 2018-2019             | Eintracht Francfort   | Bundesliga            | 1           | 0           | -                     | -                     | -                              | -                              | -                              | 1     | 0     |
| Sous-total            | Sous-total            | Sous-total            | 35          | 5           | 4                     | 1                     | -                              | 0                              | 0                              | 39    | 6     |
| 2019-2020             | Greuther Fürth        | 2. Bundesliga         | 32          | 10          | -                     | -                     | -                              | -                              | -                              | 32    | 10    |
| 2020-2021             | Greuther Fürth        | 2. Bundesliga         | 31          | 16          | 3                     | 0                     | -                              | -                              | -                              | 34    | 16    |
| 2021-2022             | Greuther Fürth        | Bundesliga            | 34          | 9           | 1                     | 1                     | -                              | -                              | -                              | 35    | 10    |
| 2022-2023             | Greuther Fürth        | 2. Bundesliga         | 33          | 11          | 1                     | 0                     | -                              | -                              | -                              | 34    | 11    |
| 2023-2024             | Greuther Fürth        | 2. Bundesliga         | 33          | 11          | 2                     | 1                     | -                              | -                              | -                              | 35    | 12    |
| 2024-2025             | Greuther Fürth        | 2. Bundesliga         | 33          | 6           | 2                     | 0                     | -                              | -                              | -                              | 35    | 6     |
| Sous-total            | Sous-total            | Sous-total            | 196         | 63          | 9                     | 2                     | -                              | 0                              | 0                              | 205   | 65    |
| Total sur la carrière | Total sur la carrière | Total sur la carrière | 339         | 103         | 20                    | 7                     | -                              | 14                             | 8                              | 373   | 118   |

## Palmarès

### Palmarès collectif
| SpVgg Greuther Fürth                   | Eintracht Francfort                    | Suède espoirs                     |
| -------------------------------------- | -------------------------------------- | --------------------------------- |
| - 2. Bundesliga - Vice-Champion : 2021 | - Coupe d'Allemagne - Finaliste : 2017 | - Euro espoirs - Vainqueur : 2015 |

### Distinctions individuelles
Il est meilleur buteur de Superettan en 2011 avec 18 buts sous les couleurs de Jönköpings Södra IF.